# Microbiote cutané humain

Représentation schématique de la couche cornée de la peau, et du film cutané recouvert d'une communauté de micro-organismes opportunistes commensaux habituels de l'homme, formant le microbiote cutané.

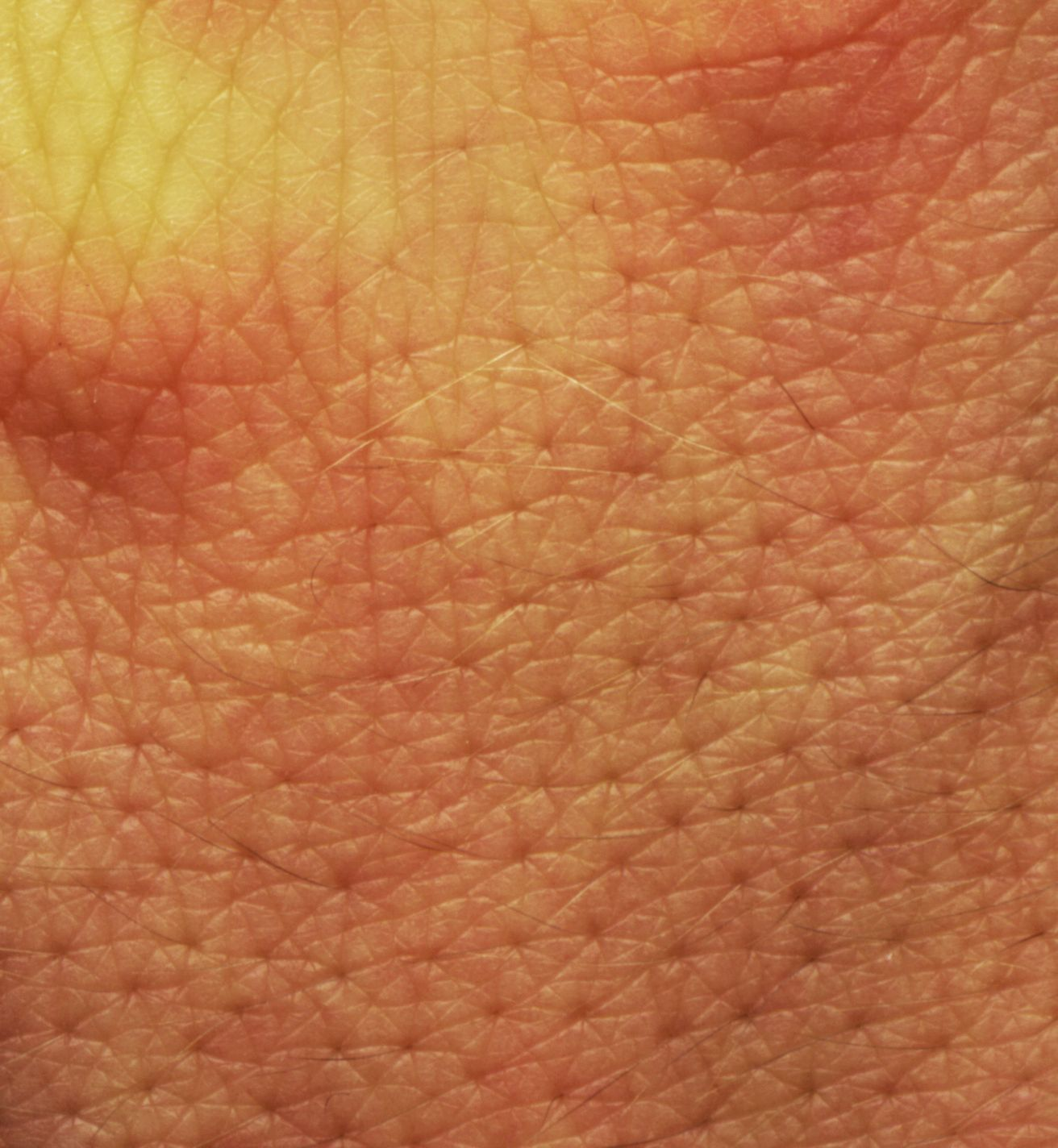
Structure superficielle et micro-relief de la peau (biotope de la microflore externe humaine)

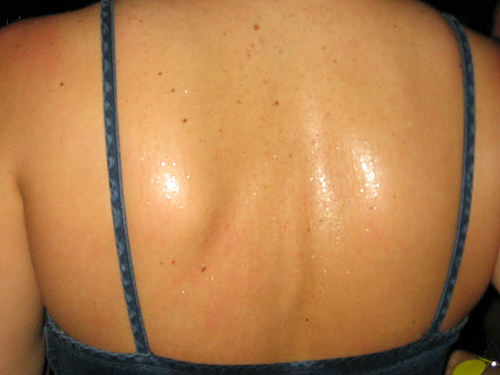
Le dos est l'une des régions du corps qui abrite le plus de bactéries (après les mains, le cuir chevelu et le visage).

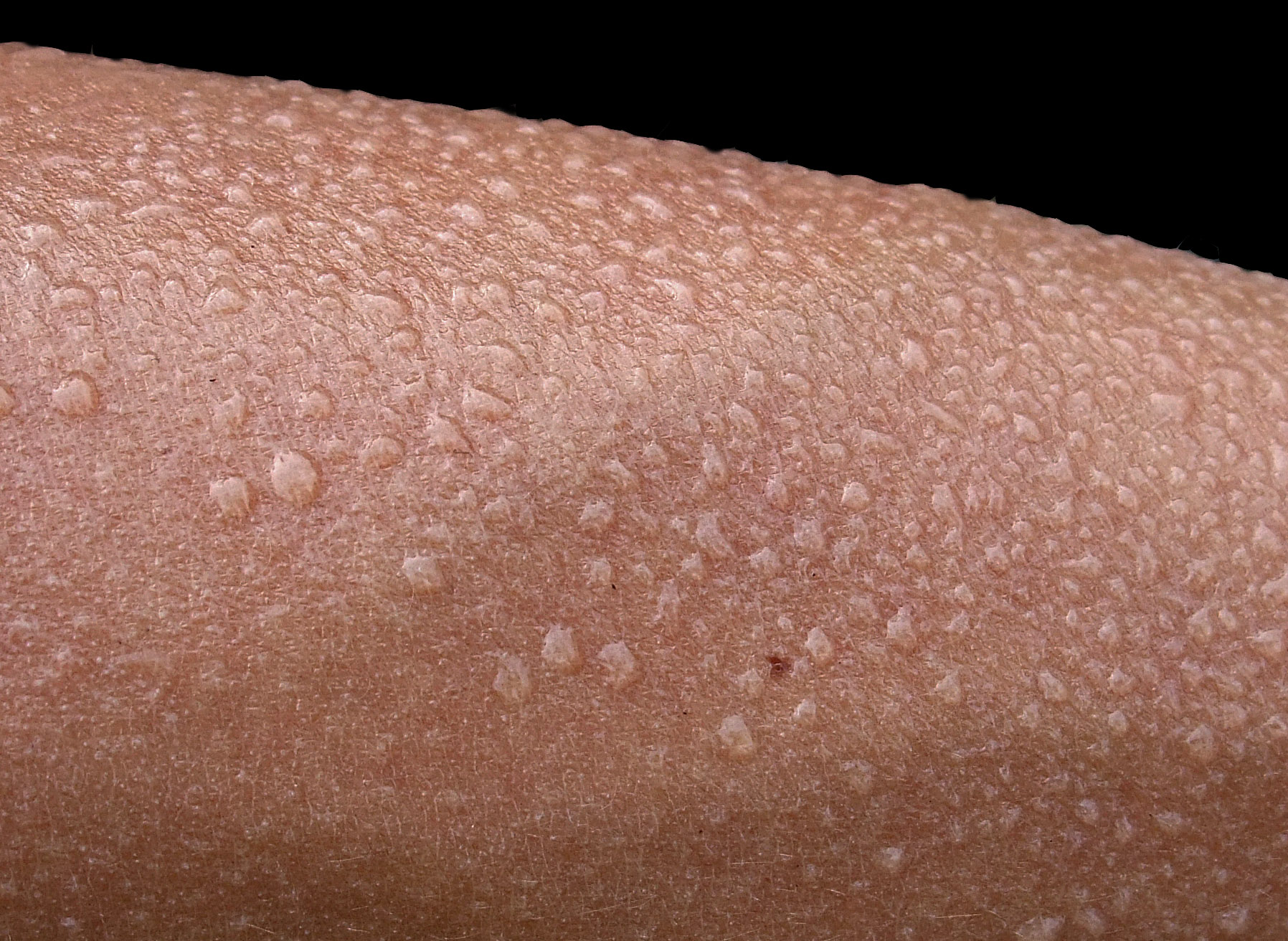
Transpiration humaine

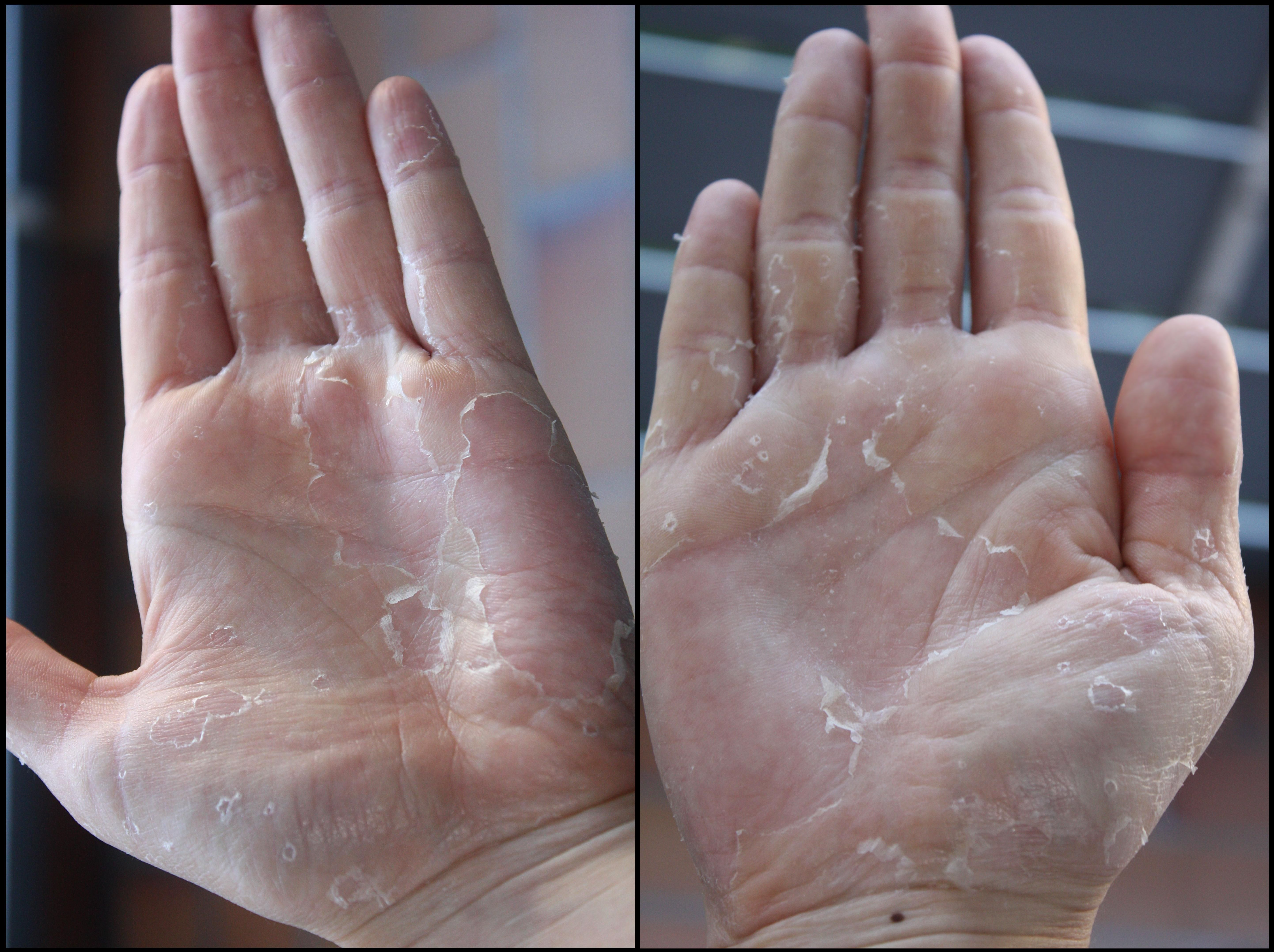
Desquamation (ici due à une scarlatine)

Le microbiote cutané humain (ou « microflore » de la peau humaine) est la communauté de microorganismes opportunistes, saprobiontes, souvent symbiotes et parfois pathogènes qui composent la « flore cutanée ». C'est la partie externe du microbiote de l'organisme humain. De manière générale, la biodiversité bactérienne limite le risque de colonisation de la peau par une bactérie pathogène et constitue une protection contre l'inflammation de la peau. Une partie du microbiote cutané est partagée avec le microbiote des muqueuses, notamment respiratoires.

## Éléments de description
En raison de la taille microscopique des organismes qui la composent, la microflore humaine est invisible à nos yeux. 
La peau d'un adulte héberge en moyenne 1012 (mille milliards) bactéries (soit 50 millions par cm2 de peau), de plus de 500 espèces différentes.
La peau supporte et entretient naturellement son propre « micro-écosystème ». Celui-ci se forme à la naissance, puis évolue jusqu'à la mort. Cet « écosystème » est étudié depuis quelques décennies en tant que tel.
Pour partie anaérobie et caché dans les profondeurs de la peau, il est encore mal connu, mais on sait que :
- il est organisé en biofilm et s'alimente à la fois de molécules et de composés excrétés par la peau elle-même, et de composés sécrétés par des communautés de microorganismes plus ou moins symbiotes ;
- ces organismes sont spécialisés ou opportunistes. Ce sont surtout des bactéries mais aussi des microchampignons, des acariens (dont Demodex brevis et Demodex folliculorum, des micro-nématodes[Quoi ?]. Ils forment notre « flore cutanée » (commensale et transitoire) ;
- la composition de cette « flore cutanée » varie selon les individus, leur âge, leur sexe, leurs activités, leur comportement et l'environnement[8] ;
- cet écosystème cutané est organisé en biofilm[9] ;
- sa composition et son « épaisseur physique » varient selon l'individu, mais aussi selon les parties du corps ; La microflore du cuir chevelu diffère[10] de celle du visage, du dos, des aisselles, des pieds, des dessous d'ongles ou des organes génitaux, de l'anus, etc. Nulle part sur la peau n'existe une flore qui rassemblerait la totalité de la flore cutanée[11]. Les zones corporelles les plus riches en bactéries sont (par ordre décroissant) : les mains, le cuir chevelu, les aisselles, le front, les membres et le dos[10]. Cette microflore est aérobie en surface de la peau et anaérobie dans ses parties profondes[12] ;
- cette flore est pour une petite partie en continuité avec celles des muqueuses épithéliales internes qui prolongent la peau à l'intérieur du corps, mais ces muqueuses accueillent surtout d'autres communautés d’organismes, très différentes et qui, pour ce qui du nombre et du volume, constituent la majeure partie du microbiote de l'organisme humain. Ce microbiote « interne » forme également des biofilms qui jouent un rôle essentiel pour la digestion. Une déficience du biofilm de la muqueuse colique joue un rôle dans les maladies inflammatoires de l’intestin[13] ;
- le biofilm cutané doit se renouveler constamment, pour s'adapter à la desquamation[14] naturelle et à l'érosion différenciée de la peau, ainsi qu'aux pratiques d'hygiène corporelle (qui ne doivent pas être excessives pour protéger les fonctions « barrière » de la peau ni réduire la diversité du microbiote qui protège de l'inflammation[2]) ;
- chez l'enfant, le biofilm bactérien est d'abord constitué de staphylocoques dont Staphylococcus aureus, très peu de Escherichia coli et corynébactéries. À l’adolescence, cette flore se complète d'autres coques[10] comme les Staphylocoques. Cette microflore joue un rôle dans l'odeur de la peau humaine, qui évolue de la naissance à la mort[10].

### Fonctions du biofilm cutané

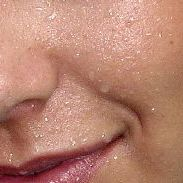
Grâce au film lipidique sécrété par les glandes sébacées, la peau est naturellement hydrophobe. Ce film est aussi une source de nourriture pour les bactéries du biofilm cutané.

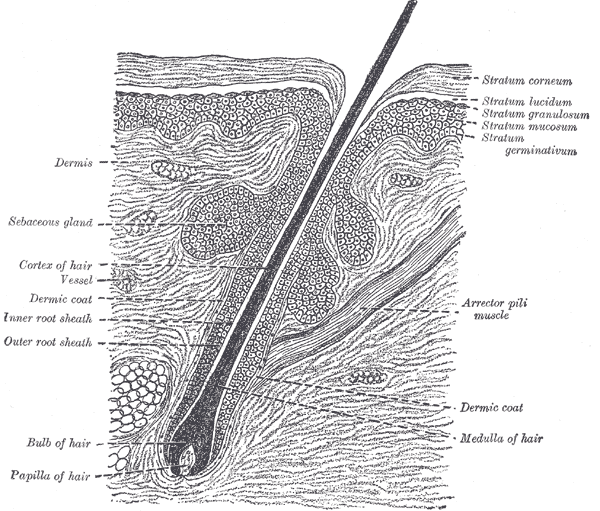
Le poil est recouvert de son propre biofilm. Il est l'un des accès aux couches profondes de la peau pour des bactéries qui peuvent causer des inflammations (poil incarné)

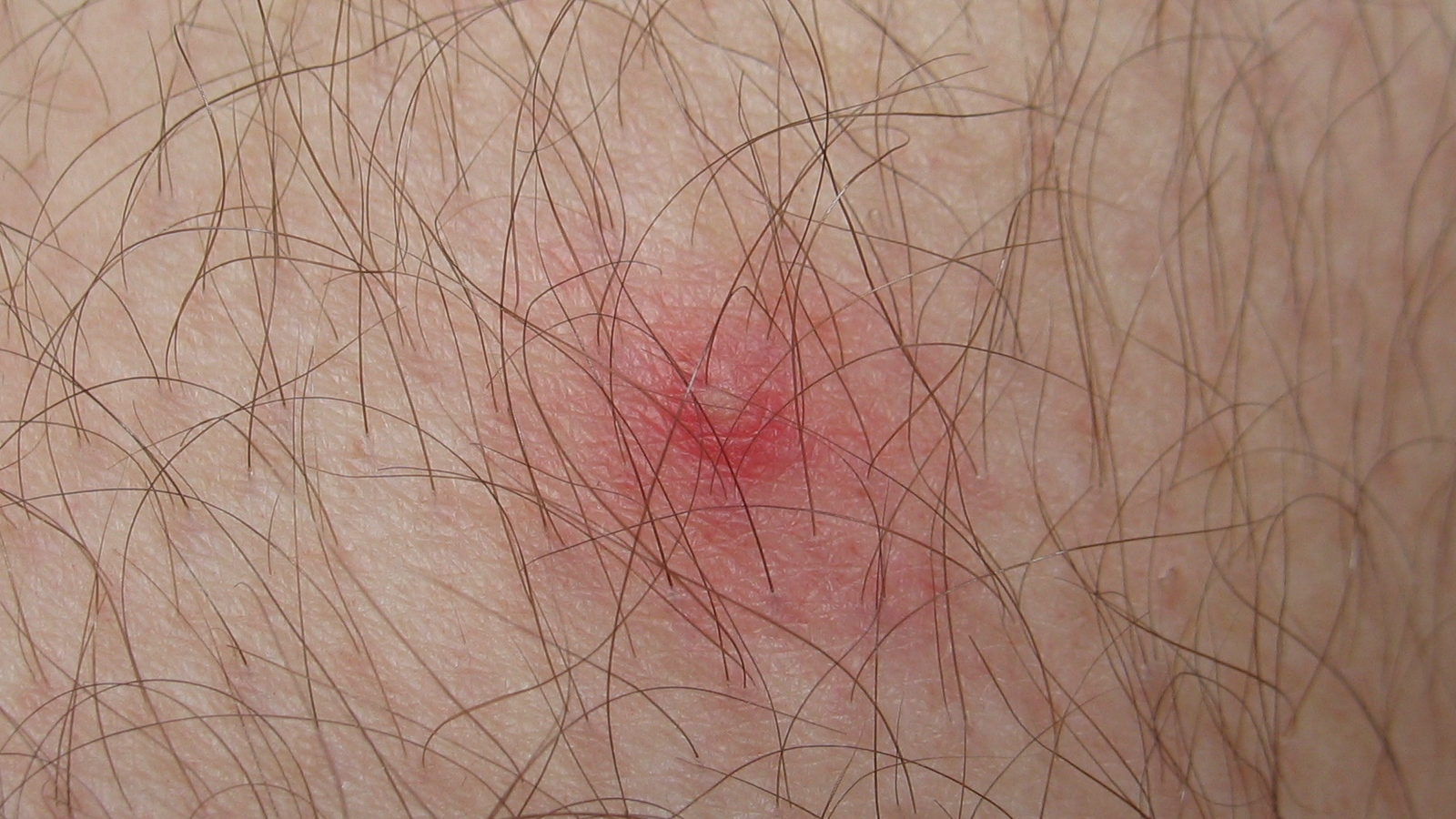
Réaction inflammatoire de la peau au point de morsure d'une tique

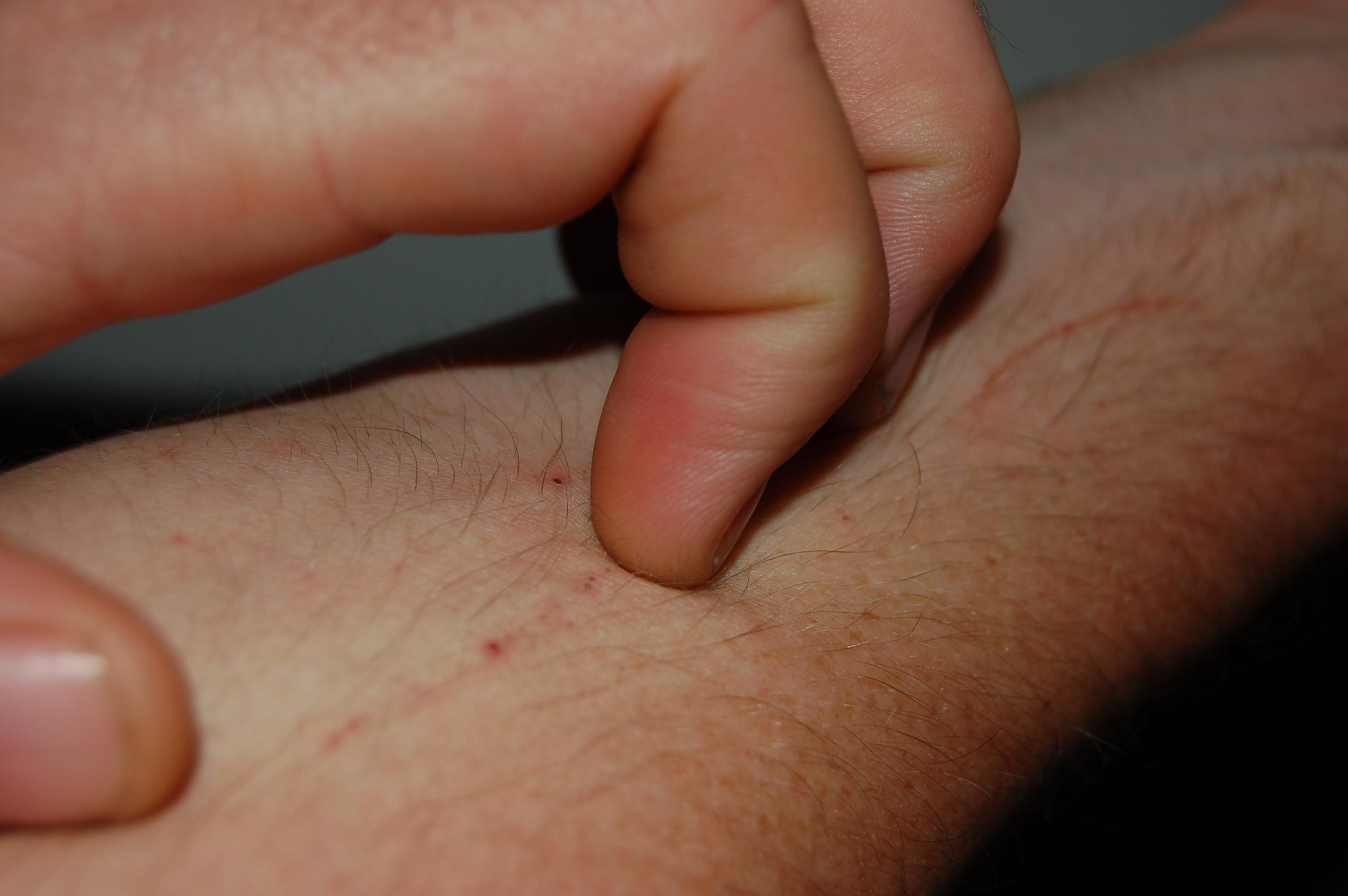
La peau est richement innervée. Le prurit est l'une des manifestations de l'inflammation — qui peut être d'origine allergique. Il est quasiment spécifique à la peau.

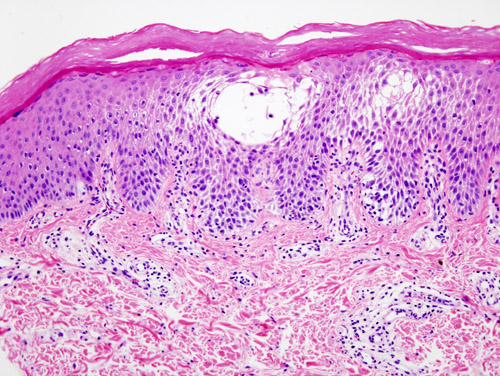
Coupe histopathologique d'une dermatite spongieuse (cliniquement : dermatite dyshidrosique)

Le biofilm cutané joue un rôle tantôt positif, tantôt négatif :
- les micro-organismes qui vivent sur et dans la peau humaine et leur diversité participent au contrôle de l'équilibre qui caractérise une peau « saine »[10]. Ce biofilm commensal « joue un véritable rôle de protection de l’organisme face à des infections. [Il] n’est, à l’état normal chez un individu sain, à l’origine d’aucune infection. Ceci est dû à la présence d’une véritable homéostasie bactérienne[9] » ;
- ils participent à l'apparition des odeurs corporelles qui sont dues essentiellement à des acides gras courts, tels que l'acide caprilique, caprique, valérianique ou l'acide propionique, produits de dégradation des acides aminés et des acides gras à longue chaîne carbonée issus du sébum par les bactéries du genre Brevibacterium et Propionibacterium ; l'acide propionique donne l'odeur de noisette de la peau à basse concentration (typiquement après une douche) ou l'odeur de fromage de la peau sale à forte concentration[15] (N.B. ces odeurs corporelles varient en fonction du sexe, de l'âge ou du cycle menstruel)[16].
- en cas de déséquilibre ou de blessure, le biofilm peut évoluer et conduire à une situation pathologique[17]. Il est positif pour la cicatrisation et l'homéostasie de la peau. Indirectement, ces bactéries entretiennent notre système immunitaire, stimulent la phagocytose et la production d'anticorps ainsi que de cytokines (Chiller, 2001)[source insuffisante]. De plus la microflore symbiote sécrète des bactériocines, polypeptides bactériens aux propriétés bactéricides et bactériostatiques qui empêchent d'autres bactéries, plus souvent pathogènes (Gram-positives) de coloniser la peau. L'activité bactérienne peut cependant, quand elle est dérégulée, contribuer à empêcher la cicatrisation (plaie chronique)[18] ou à l'apparition ou à la perpétuation de diverses dermatoses, d'abcès. Les bactéries du biofilm cutané ne deviennent pathogènes que chez les immunodéprimés (SIDA/VIH, toxicomanes, traitement immunosuppresseur, nouveau-né...), ou parfois chez les patients sains, en cas de rupture de la barrière cutanée ou des muqueuses[19] : blessures, brûlures, etc.  Ce sont souvent des bactéries de la peau, naturellement plutôt résistantes, qui sont sources de maladies nosocomiales en pénétrant l'organisme via les cathéters, ou par colonisation de zones vulnérables dont l'œil[20] ; par exemple, l'endophtalmie provient généralement de bactéries originaires de la peau péri-oculaire ou des cils[21] ;
- le biofilm cutané humain est un sujet d'étude encore émergent[22], mais il y a consensus scientifique sur le fait que « la flore cutanée résidente, organisée sous forme de biofilms, a une présence bénéfique pour l’hôte, puisqu’elle le préserve de l’invasion et de la colonisation de bactéries pathogènes. Toute modification de l’équilibre de la flore bactérienne, autrement dit toute rupture de l’homéostasie bactérienne, entraîne des troubles cutanés et est à l’origine de dermatoses[9]. »

### Bactéries
Les bactéries semblent jouer un rôle majeur parmi les micro-organismes du biofilm cutané.
Des évaluations quantitatives ont mesuré des populations bactériennes allant jusqu'à plus de cent mille  bactéries par centimètre carré de peau. Ce taux varie fortement selon les zones de peau : les zones plus riches en sébum (le visage notamment), accueillent plus d'un million de bactéries par centimètre carré. Ce nombre paraît élevé, mais l'ensemble de ces bactéries tiendraient toutes dans le volume d'un pois.
Les bactéries les plus communes sur la peau humaine sont de type Gram-positives et appartiennent principalement à 3 genres,.
On trouve les bactéries suivantes :
- Staphylococcus, souvent opportunistes comme Staphylococcus epidermidis[19], qui constitue plus de 90 % de la flore résidente aérobie présente sur le stratum corneum[25]. D'autres staphylocoques qui ont été trouvés dans le biofilm cutané sont Staphylococcus aureus (commun, trouvé par exemple en portage asymptomatique dans les cavités nasales dans 20 % des cas[26]) et Staphyloccocus hominis ;
- Corynebacterium ;
- Propionibacterium (par exemple Propionibacterium acnes, Propionibacterium granulosum, Propionibacterium avidum). Propionibacterium acnes produit des acides gras issus de la lipolyse du sébum. Ce faisant elle acidifie le milieu cutané, ce qui inhibe la croissance des colonies de Streptococcus pyogenes[27];
- Lactobacillus[12];
- Streptococcus.

Les bactéries sont très présentes aussi sur les phanères (cheveux, poils, dessous des ongles). À partir du biofilm qui se forme naturellement sur les poils, elles peuvent pénétrer l'intérieur de la peau (et causer des problèmes inflammatoires en cas d'ongle incarné ou de poil incarné).

### Champignons cutanés
- Ce sont par exemple Malassezia furfur et Candida albicans considérés comme symbiotes de la peau et qui se nourrissent du sébum et de la peau morte[10] ;
- Ils sont moins présents que les bactéries, mais peuvent causer des mycoses en cas de déséquilibre de l'hydratation ou du pH cutanés.
- En situation de déséquilibre pathogène de la peau et/ou de son biofilm protecteur, d'autres champignons, saprophytes notamment, peuvent coloniser la peau.

### Acariens
Les plus typiques et sans doute les moins connus du grand public sont les demodex.
- Découverts en 1841, ils ont depuis été trouvés sur la peau de presque tous les humains (pour deux espèces) et pour d'autres espèces sur la peau de 11 des 18 ordres de mammifères euthériens[28], ce sont des acariens de forme allongée qui semblent se nourrir du sébum produit par les glandes sébacées. Au moins deux espèces sont commensales de l'humain : D. folliculorum et D. brevis.
- Selon Kui Zun, l'analyse de 48 années d'observations cliniques et d'études épidémiologiques (à partir de 1955 et correspondant à 905,801 participants de diverses origines ethniques, âges et professions) laisse penser que plus de 97 % des humains adultes en abritent sans le savoir.
- Chez certaines personnes (ex. : immunodéprimées[29] ou après une chimiothérapie[29]...), ils pullulent en élargissant l'entrée des folicules pileux, en provoquant un blocage physique des follicules, ou probablement en agissant en tant que vecteurs pour les micro-organismes[30]. Ils peuvent alors favoriser la chute des cheveux et certaines affections de la peau dont l'acné rosacée[30] ; cette forme d'acné correspond toujours à des micropullulations (quadruplement en moyenne[30]) avec une densité maximale d'acariens dans les pores des joues[30] et des pullulations plus marquées dans le cas des rosacées induites par la prise de stéroïdes[30]. La prise de tétracycline par voie orale durant un mois n'induit aucun changement dans le nombre des demodex comptés sur la peau touchée par une acné rosacée[30],[31]. Le demodex se reproduit au bout de 14 jours environ, avec un métabolisme et une viabilité dépendant notamment de la température[32].
- Les espèces commensales chez l'humain ne semblent pas avoir d'hôtes intermédiaires (c'est-à-dire qu'ils passent directement d'humain à humain) et sont dits « cosmopolites »[32]. Le nombre de demodex varie selon l'âge et la personne, ou sa condition de santé, mais on n'a pas trouvé de facteur ethnique, régional, climatique, professionnel ou sexuel qui puisse expliquer les différences dans les infestations naturelles ou pathologiques de demodex chez les humains.
- Un des moyens d'en collecter pour observation (au microscope en raison de leur petite taille) est d'appliquer un morceau de scotch sur la peau ou sur le cuir chevelu[32]. Selon des tests d'exposition à des températures de 5 à 37 °C, hors de la peau, plus la température est proche de 5 °C et plus ils vivent longtemps[32]. En moyenne, ils se meuvent à partir de 10 °C, vivent moins bien au-dessus de 37 °C et meurent au-dessus de 54 °C (tous meurent au-dessus de 58 °C)[32]. La température optimale de survie de D. brevis est de 5 °C et elle est de 16 à 20 °C pour leur développement[32].

### Sécrétions et signature olfactive de la peau humaine
La peau des mammifères est aussi un organe sécrétoire complexe. 

Une phase aqueuse est sécrétée avec la sueur en plus de l'humidification transcutanée (« perte insensible en eau transcutanée » ou TEWL pour « Transepidermal water loss »). 

Un film hydrolipidique est constamment sécrété et renouvelé (émulsion sébum-sueur) ; le sébum est excrété par les glandes sébacées. Les lipides (mélange d'acides gras polyinsaturés (25 %), de cholestérol (20 %) et de plus de 40 % de céramides sont produits par les kératinocytes (et régulés par des enzymes dont la phospholipase A2 qui hydrolyse les phospholipides cutanés ; le dérèglement du fonctionnement de cet enzyme participe aux troubles tels que psoriasis, acné, dermatite atopique, érythème dû aux rayons ultra-violets, eczéma, etc. C'est ce « film gras » qui s’étale au niveau du stratum corneum sur la phase aqueuse et produit une couche protectrice et bactériostatique comparable au film oculaire. Il rend toute la peau hydrophobe. 

Une grande variété de particules (dont débris de peau morte) et de composés chimiques odorants s'en dégage naturellement, ainsi que de la sueur et des sébums ; une part des composés participe directement à l'entretien de la peau et notamment à l'équilibrage de son pH  (régulé par l’excrétion sudorale de composés chimiques acides comme l’acide lactique, l’acide undécylénique, l’acide urocanique, l'acide arachidonique, céramides et acides gras oméga-6 à longue chaîne) ; elle entretient le pouvoir tampon de la peau qui doit être assez acide pour repousser certains micro-organismes pathogènes. L’alcalinisation de la peau associée à certaines dermatoses permet une surinfection bactérienne qui aggrave la dermatose existante. Chez le chien, le stress peut rapidement alcaliniser la peau.
D'autres composés ou les mêmes sont des hormones et/ou des kairomones. Ils varient selon l'âge et selon le sexe de l'émetteur.

Les scientifiques ont à ce jour identifié environ 350 composés chimiques différents sécrétés par la peau et libérés dans l'air ou l'environnement, dont par exemple l’acide lactique, des acides gras à courte et longue chaîne, des aldéhydes, des alcools, des composés aromatiques, des amines, des acétates et des cétones, et des composés complexes, notamment sous les aisselles. Ceux de ces composés qui sont volatils sont utilisés par de nombreux insectes ou acariens hématophages (poux, puces, tiques, moustiques, punaises, taons, mouches...) pour repérer leur hôte,.

Les odeurs de  blessures, de pus et de gangrène peuvent également attirer certains insectes, dont mouches. Quelques espèces produisent des asticots qui nettoient les plaies (voir asticothérapie).

Une fois le corps humain mort, son odeur change et attire très rapidement les insectes nécrophages.
Classification : on peut distinguer ces composés selon leur quantité, selon leurs caractéristiques physicochimiques ou biochimiques ou encore selon leur origine et caractère « primaire » ou  « secondaire » (en deux grandes catégories et quatre sous-catégories) :
- composés endogènes : c'est le cas de la plupart de ces molécules. Elles résultent du métabolisme de la peau ou du corps (sécrétions des glandes de l’épiderme essentiellement). Il peut s'agir de composés primaires (émis tels quels) ou secondaires (dégradés par la microflore, par l'oxydation à l'air, par la température, la lumière ou les rayons UV solaires ;
- composés exogènes : ce sont les molécules indirectement produites par la peau, en réalité par les organismes (la « microflore ») qui y vivent, à partir de leur métabolisme propre.  Il peut aussi s'agir de composés primaires (émis tels quels) ou secondaires. Les composés secondaires sont très nombreux, et pas toujours propres à l'espèce humaine, ni même caractéristiques d'une origine animale ;

Le mélange de ces différents types de molécules forme une « signature odorante corporelle » propre à l'espèce et aux individus (signature que certains chiens peuvent finement différencier et suivre grâce à leur flair). C'est aussi ainsi que chez de nombreuses espèces, une mère reconnait avec certitude son petit et inversement. Il existe aussi une signature propre à chaque espèce ou type de vertébrés.
Chaque être humain dispose de sa propre « signature odorante » ; la peau humaine semble unique par son niveau très élevé de triglycérides, en grande partie différents de ceux produits dans les tissus internes, ce qui laisse supposer qu'ils y ont une fonction. Ces triglycérides sont principalement transformés par des bactéries du genre propionibacterium en un grand nombre d’acides gras libres à courtes ou longues chaines. 
Nombre de ces molécules pourraient jouer un rôle de kairomones - messagers / stimuli susceptibles d'activer l'attention d'arthropodes hématophages (se nourrissant de sang ou de chair). C'est le cas par exemple de l'acide lactique et de plusieurs acides gras,.

#### Principaux composés de l'odeur humaine
Ce sont notamment:
Des acides :
- n-hexanoïque[40]
- 2-méthylhexanoïque[40]
- 3-méthylhexanoïque[40]
- 4-éthylpentanoïque[40]
- (Z)-3-méthyl-2-hexanoïque[40]
- 2-éthylhexanoïque[40]
- n-éthylheptanooïque[40]
- 2-méthylheptanoïque[40]
- (E)-3-méthyl-2-hexanoïque[40]
- n-octanoïque[40]
- 2-méthyloctanoïque[40]
- 4-éthylheptanoïque[40]
- n-nonanoïque[40]
- 2-méthylnonanoïque[40]
- 4-éthyloctanoïque[40]
- n-décanoïque[40]
- 2-méthyldecanoïque[40]
- 4-éthylnonanoïque[40]
- 9-décénoïque[40]
- n-undécanoïque[40]
- 4-éthyldécanoïque[40]

Des carbonyls
- gamma-C8-lactone[40]
- gamma-C9-lactone[40]
- g-C10-lactone[40]

Des alcools
- phénols[40]
- tétradécanol[40]
- n-hexadécanol[40]

Des hormones stéroïdes
- sulfate de 17-oxo-5a-androstén-3-yle[40]
- cholestérol[40]
- squalène[40]
- 5alfa-androst-16-én-3a-ol[40]
- 5a-androst-16-én-3b-ol[40]
- 5a-androst-16-én-3-one[40]

### Rôle des populations bactériennes dans la signature odorante du corps
- Les espèces du genre Corynebacterium sont responsables de la modification des sécrétions apocrines (initialement inodores, incluant l’androstérone sulfate et la deshydroépiandostérone) en composés odorants (5-androst-16-en-3-one et acides gras à chaine courte).
- La bactérie Brevibacterium epidermidis contribue à l'odeur de pieds, plus forte chez certains individus en raison d'un taux élevé de méthanethiol et d’acide isovalérique. En laboratoire, ou à l'extérieur, le moustique Anopheles gambiae se montre très attiré par une odeur proche, produite par une bactérie parente Brevibacterium linens[47]. Meijerink et Van Loon (1999) ont montré[48] que l'odeur du fromage « limbourg », due à  B. linens  (et proche de l'odeur de pieds), attire les moustiques (2 à 3 fois plus de captures dans les pièges olfactifs en présence de fractions acides de ce fromage), de même pour des mélanges artificiels d’acides gras à chaine courte produits sur ces fromages, et pour les vraies odeurs de pieds[49],[50].
- La bactérie Bacillus cereus, naturellement présente sur la peau humaine produit des composés qui attirent le moustique Aedes aegypti[51].

### Enjeux sanitaires et épidémiologiques
La peau peut abriter jusqu'à 107 cellules bactériennes par cm2,. Un petit pourcentage de ces bactéries peut être pathogène (souvent en cas de lésion).
Le pyroséquençage des bactéries portées par les mains a montré que la diversité des communautés bactériennes associées à la peau est très élevée (et un peu plus chez les femmes que chez les hommes) : la paume d'une main normale abrite plus de 150 phylotypes bactériens uniques au niveau de l'espèce, et près de 4750 phylotypes uniques ont été retrouvés sur la paume des mains de 51 étudiants américains en bonne santé, mais quelques groupes de taxons bactériens y sont dominants. Les populations bactériennes varient beaucoup sur chaque main (y compris entre main droite et main gauche d'une même personne). La composition bactérienne des mains varie aussi selon le pH de la peau, le système immunitaire de la personne et surtout en fonction du temps passé depuis le dernier lavage des mains, et (mais moindrement) selon le sexe de la personne.
Une peau saine est recouverte de biofilms adaptés aux différentes parties du corps. Ces biofilms naturels sont plus stables, résistants et protecteurs contre d'autres bactéries quand ils abritent une diversité d'espèces et de groupes de micro-organismes.
Inversement, la peau malade est généralement uniformément colonisée par une ou quelques espèces qui ont accidentellement trouvé des conditions leur permettant de proliférer anormalement et parfois d'empêcher toute cicatrisation. Par exemple, un biofilm monospécifique de Staphylococcus aureus (qui peut atteindre son extension maximale en 3 jours) cause une dermatite atopique sèche difficile à soigner et un biofilm monospécifique de Propionibacterium acnes est source d'acné,.
Un biofilm pathogène hétérogène (plurispécifique, c'est-à-dire formé par plusieurs pathogènes qui sont généralement des bactéries et/ou des champignons) est plus résistant (entre autres aux antibiotiques) qu'un biofilm pathogène monospécifique. Cette résistance provient généralement d'interactions entre polymères sécrétés par les microorganismes et/ou d'autres modifications de la matrice extracellulaire du biofilm qui devient plus dense, visqueuse voire quasi-imperméable,.
Les dermatoses sont presque toutes des pathologies du biofilm cutané. Elles sont difficiles à traiter, et souvent antibiorésistantes voire nosocomiales. Cette résistance accrue est acquise par plusieurs moyens. Mieux comprendre la formation des biofilms pathogènes ainsi que la manière dont les bactéries y entretiennent des interactions synergiques utiles ou pathogènes (et permettant éventuellement l'apparition d'antibiorésistance) est donc un enjeu de santé publique.
Les molécules (dont CO2 et vapeur d'eau) et divers composés émis par la peau et ses biofilms dans l'air (ou l'eau) sont des kairomones qui attirent de nombreux parasites hématophages (poux, puces, tiques, moustiques, mouches, punaises, taon, etc.), toutes espèces pouvant véhiculer et inoculer des parasites ou microbes pathogènes. À titre d'exemple :
- le moustique Aedes aegypti (vecteur du paludisme) peut « remonter » une piste odorante via un courant d’air enrichi en composés émis par Bacillus cereus ;
- Plusieurs insectes hématophages testés en laboratoire (moustiques, mouches des sables) sont dotées de sensilles chémoréceptrices répondant à des stimuli tels que des acides carboxyliques, alcools, cétone et d'autres composés organiques produits par la peau humaine[réf. nécessaire], et le moustique Anopheles gambiae répond aux stimulations par des acides gras à chaine courte[réf. nécessaire] qui sont émis par la peau humaine (comme par celle de canidés tels que chiens, renards, coyotes...[60],[61],[42],[62] ;
- les mouches hématophages  Glossina morsitans[63]  et Stomoxys calcitrans ou encore de la mouche tsé-tsé[63] se dirigent toutes vers une source (humaine ou autre) émettrice d'acétone (molécule émise par la digestion et rejeté à l'expiration ou par la peau[64]) ;
- plusieurs diptères hématophages (en laboratoire comme dans la nature) sont également attirés par certaines molécules libérées par l'urine de bovins[65],[66],[63],[67],[68]. C'est notamment le cas de L'ammoniac et l’urée qui se dégagent aussi de l'urine humaine (et moindrement de la peau et des poumons via l'expiration, à l'état de traces). 
L’urée de la peau est rapidement décomposée en ammonium par la microflore[47]. 
L'ammoniac est une kairomone connue, repérée par les moustiques qu'elle attire[69],[70].
- Beaucoup d'arthropodes piqueurs et suceurs de sang détectent le CO2 émis par les animaux ou l'humain et peuvent remonter sa trace vers la source, notre haleine et expiration nasale qui en contiennent environ 45 000 ppm, alors que l'air n'en contient que 300 à 400 ppm. 
Les cellules de la peau et les bactéries associées produisent aussi du CO2 mais à l'état de traces (0,25 % de ce qui est expiré par les poumons selon Frame et al., 1972). Ce CO2 est très attractif (et activateur du comportement de quête d'un hôte pour presque tous les hématophages. Les moustiques  Ae. aegypti s'orientent par exemple vers une telle source de CO2 dès 500 ppm[71]) et volent plus activement que la teneur de l'air en CO2 est élevée. À partir de 800 ppm de CO2 [72], son activité de vol est positivement corrélée avec la teneur de l'air en CO2. De même pour la mouche S. calcitrans[73],[74]. Les récepteurs antennaires de Glossina palpalis réagissent dès 300 ppm[75] et ceux d'Ae. aegypti dès 100 ppm[76],[77] même si chez les moustiques, à grande distance, ce sont d'abord les odeurs corporelles qui sont perçues (ce qui peut être expliqué par une dilution plus rapide du CO2 dans les courants d’air[78],[79]. Il a été montré que la combinaison du CO2 à d'autres facteurs d'attraction déclenche ou améliore beaucoup l'orientation des insectes vers la source émettrice[80],[81],[82],[83].
- les tiques Amblyomma variegatum (qui sont des acariens et non des insectes) se montrent sensibles à des traces de CO2 dans l'air[84], mais aussi d'H2S (hydrogène sulfuré) ou d'aldéhydes (hexanal, nonanal, benzaldéhyde...) émises par l'haleine humaine ou d'autres vertébrés[85]. Ces composés sont identifiés par un organe dit Organe de Haller, situé sur le 1er tarse de la tique[86].

## Interactions microflore - cosmétiques
Les parfums, produits de beauté et de soins parfumés et a fortiori certains répulsifs ou autres produits involontairement ou volontairement mis en contact avec la peau (lors d'activité professionnelle, de contacts avec des animaux ou certains matériaux...)  peuvent interférer avec les odeurs de la peau et le biofilm, de même que les solvants organiques et détergents qui peuvent endommager ou provisoirement détruire le film hydrolipidique cutané.
Trop ou pas assez de lipides sur la couche cornée est signe de déséquilibre. Un manque de lipides entraîne une déshydratation de la peau (accroissement de la « perte insensible en eau ») qui indique que la fonction de barrière cutanée est dégradée.

## Modalités d'étude
La microscopie a longtemps été la principale voie d'observation du microbiote cutané. Les progrès des techniques biomoléculaires ont ouvert de nouveaux champs d'étude via la génomique, la génétique moléculaire, la métagénomique,, le séquençage haut débit et la « culturomique ».